# Wim Botman
Wim Botman, né le 17 août 1985 à Zaanstad, est un coureur cycliste néerlandais.

## Palmarès
- 2003
  - Trophée des Flandres
- 2006
  - Dorpenomloop door Drenthe
- 2007
  - Tour du Limbourg
- 2008
  - 3e du Grand Prix Briek Schotte
- 2010
  - 2e étape de la Rás Mumhan
  - 9e étape du Tour du Faso
  - 2e de la Rás Mumhan
- 2011
  - 6e étape du Tour d'Indonésie
- 2017
  - 1re étape du Tour de Madagascar

## Classements mondiaux
| Année           | 2007 | 2008 | 2009 | 2010 | 2011 | 2012 |
| --------------- | ---- | ---- | ---- | ---- | ---- | ---- |
| UCI Europe Tour | 890e |      |      |      | 502e |      |
| UCI Africa Tour |      |      |      |      | 129e |      |
| UCI Asia Tour   |      |      |      |      |      | 178e |